# 辛亥援鄂民五护国阵亡将士公墓
28°10′57″N 112°56′04″E / 28.18250°N 112.93444°E
辛亥援鄂民五护国阵亡将士公墓位于中国湖南省长沙市岳麓区岳麓山进山门楼前百余米处，五轮塔东向坡下，2005年被列为长沙市文物保护单位。

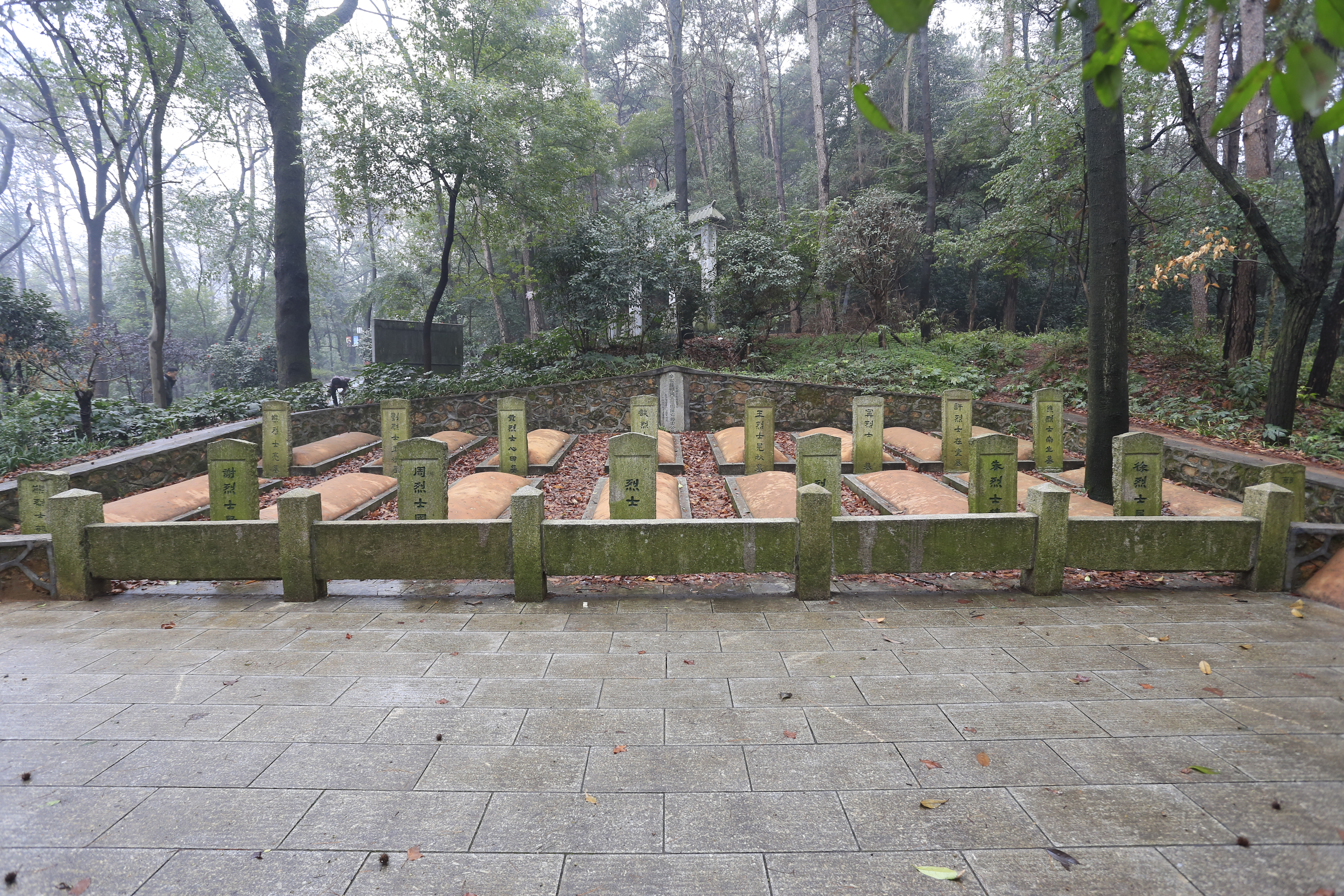

辛亥援鄂民五护国阵亡将士公墓，为辛亥革命武昌起义（1911年）和民国五年（1916年）护国战争两个时期湖南援鄂阵亡将士的公墓，1916年下半年公葬，1943年重修，文化大革命期间被破坏。今残存16冢，分两排，墓前立石碑，烈士姓名如下：熊亮、刘诗亚、黄心田、谈星堂、王见秋、宁□□、许在堂、熊南生、熊毓璠、谢贤士、周国宾、朱积达、徐履中、郭长贵。